# Sidney Darlington
Sidney Darlington (* 18. Juli 1906 Pittsburgh, USA; † 31. Oktober 1997 Exeter, New Hampshire) war ein bekannter amerikanischer Elektroingenieur.

## Leben und Werk
Nachdem er 1928 seinen Bakkalaureus der Naturwissenschaften (Bachelor of science) in Physik mit magna cum laude von der Universität Harvard und 1929 den Bakkalaureus der Naturwissenschaften im Bereich Elektrotechnik vom MIT bekam, wurde er Mitarbeiter der Bell Laboratories in Murray Hill, New Jersey, wo er bis zu seiner Rente 1971 blieb.
In dieser Zeit erhielt er neben der Doktorwürde (Doktor der Physik, 1940, Columbia University) verschiedenste Auszeichnungen für seine Arbeiten. Darlington war unter anderem Erfinder der impulskomprimierenden „Chirp-Radartechnik“ und Erfinder von der nach ihm benannte Darlington-Schaltung, bei der zwei Bipolartransistoren zur Steigerung der Verstärkung hintereinander geschaltet werden.
1978 wurde Darlington zum Mitglied der National Academy of Sciences gewählt. 1981 wurde er mit der IEEE Medal of Honor geehrt.